# Pelargonsäuremethylester
Pelargonsäuremethylester ist ein Fruchtaroma und eine chemische Verbindung aus der Gruppe der Carbonsäureester.

## Vorkommen
Pelargonsäuremethylester wurde in Orris-Derivaten, Äpfeln, Bananen, Brombeeren, Ofenkartoffeln, Blauschimmelkäse, Rinderfett, Hopfenöl, Weißwein, Sternfrucht, Kaktusfeigen, Bourbon-Vanille, Bergpapaya, Affenorange und Rooibos-Tee (Aspalathus linearis) nachgewiesen.

Apfel
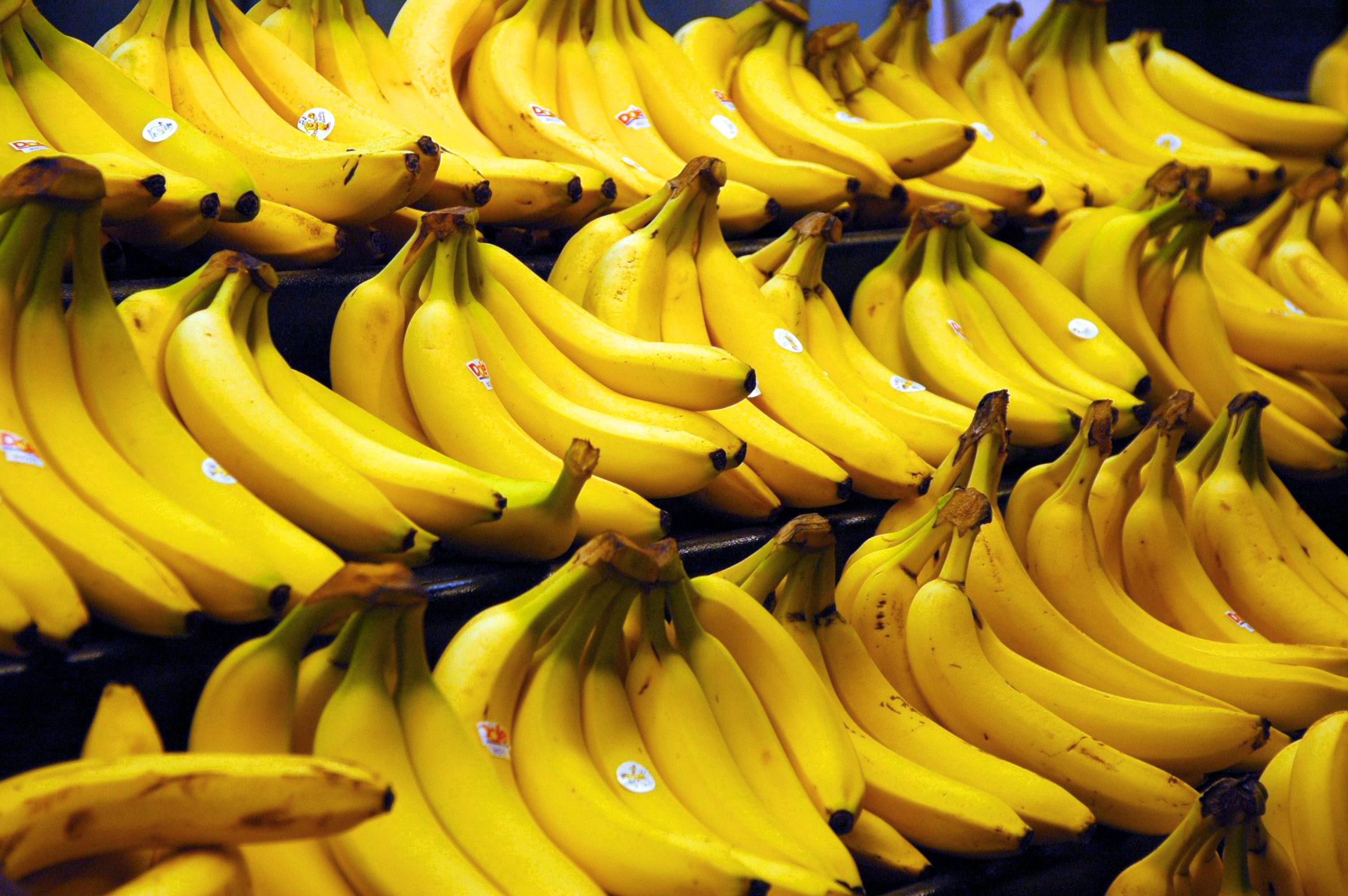
Banane
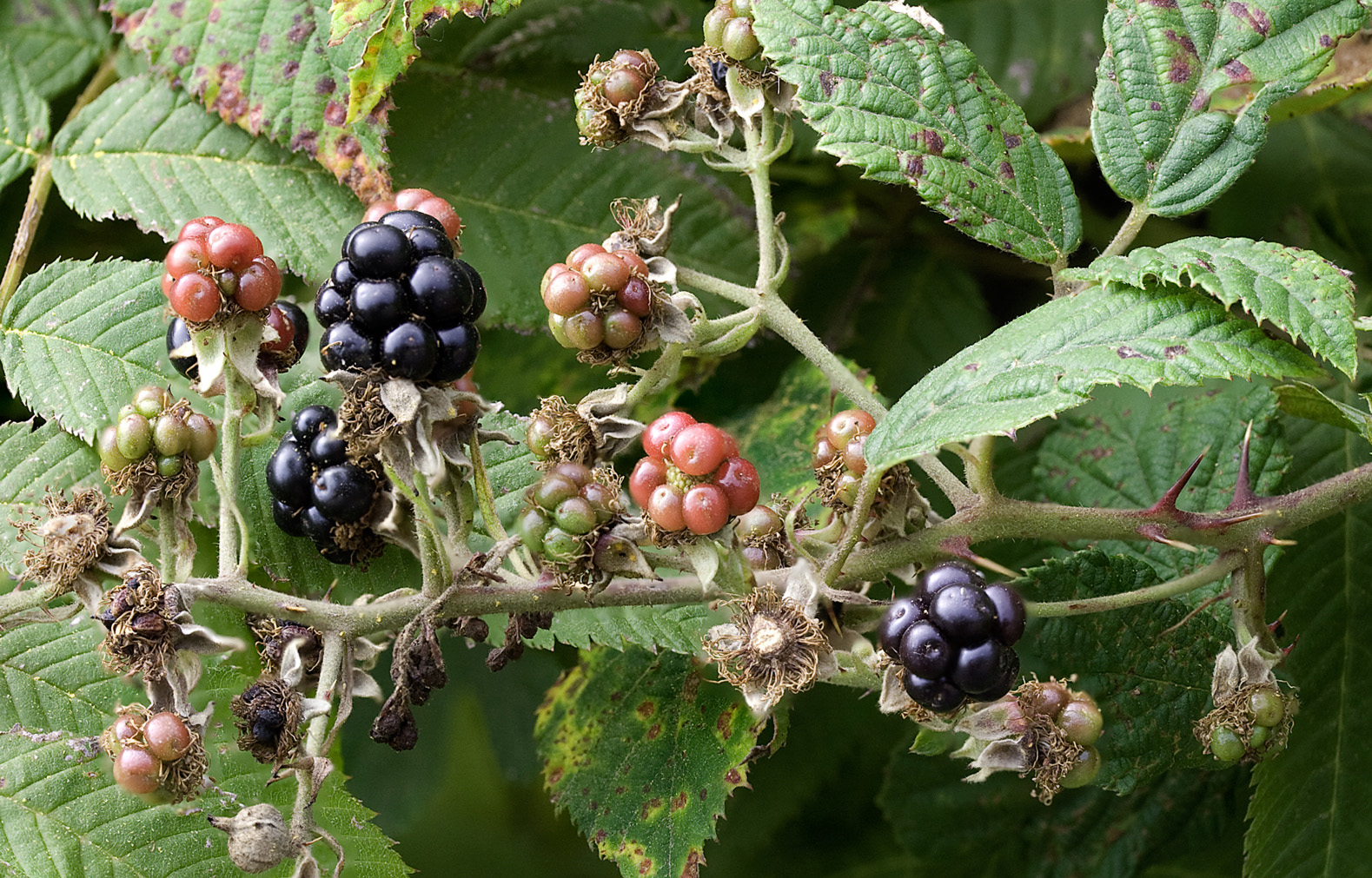
Brombeere
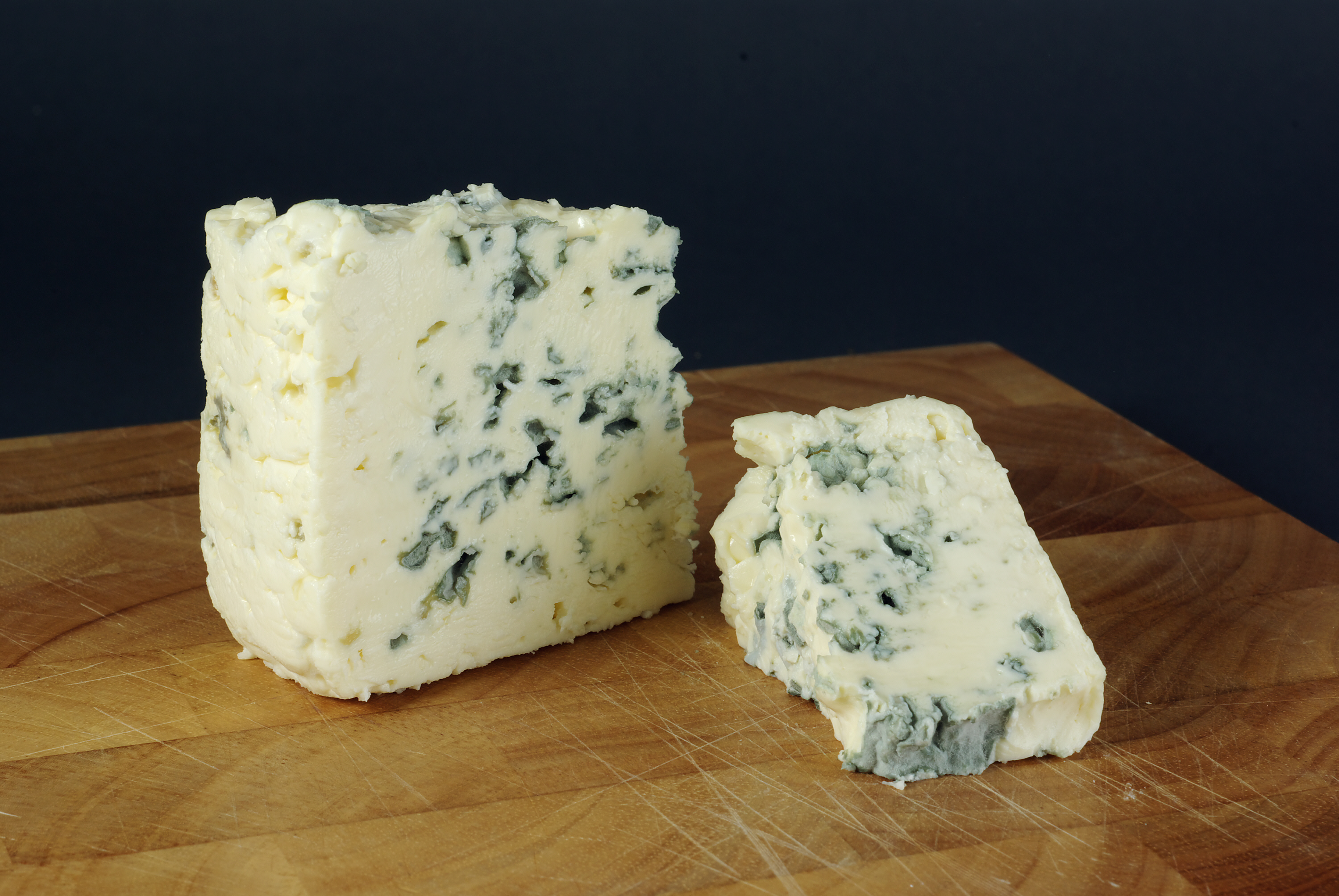
Blauschimmelkäse

## Gewinnung und Darstellung
Pelargonsäuremethylester kann technisch durch säurekatalysierte Veresterung von Pelargonsäure mit Methanol bei Temperaturen von 30–60 °C in Gegenwart von sauren Kationenaustauschern auf Basis eines sulfoniertes Styrol-Divinylbenzol-Copolymers  und anschließender Rektifikation gewonnen werden.
Eine weitere Möglichkeit besteht in der katalytische Hydrierung von 1,5-Octadiencarbonsäuremethylester unter Verwendung von Palladium(II)-chlorid in Methanol als Lösungsmittel.

## Eigenschaften
Pelargonsäuremethylester ist eine brennbare, schwer entzündbare, farblose Flüssigkeit, die praktisch unlöslich in Wasser ist. Die Verbindung hat einen Wein- und kokosnussartigen Geruch. Unterhalb von 10 ppm hat es einen süßen, kokosnussartigen Geschmack.

## Verwendung
Pelargonsäuremethylester zur Synthese von Vanillylnonanoat, einer Modellverbindung von Capsinoiden, und als Aromastoff verwendet.

## Sicherheitshinweise
Die Dämpfe von Pelargonsäuremethylester können mit Luft ein explosionsfähiges Gemisch (Flammpunkt 87 °C) bilden.